# Kozma Lajos Faipari és Kreatív Technikum
A Kozma Lajos Faipari és Kreatív Technikum elsősorban faipari technikusi és dekoratőri szakképzettséget nyújtó középfokú oktatási intézmény Budapest IV. kerületében, Újpesten.

## Története
Jogelődje a Főherceg Sándor (ma Gutenberg) téri Állami Középipartanoda 1883-ban alapított faipari tagozata volt. A második világháborút követő években, 1947-ben költözött Újpestre a nagy múltú tanintézmény és egyesült az 1895-ben az ország első faipari oktatási intézeteként létesített Újpesti Magyar Királyi Állami Faipari Szakiskolával, a Görgey Artúr utca 26. szám alatt ma is látható épületben.
Az 1960-as években az ipari technológia korszerűsödése és az ipari termelés megnövekedése okán bevezették a tanintézményben a faipari technikusi képzést. Az 1970-es évek közepére a faipari és gépipari képzésben megnövekedett tanulói létszámok, az akkori tantermek és tanműhelyek zsúfoltsága egy korszerűbb, tág tantermekkel, korszerűen felszerelt műhelyekkel rendelkező önálló faipari tanintézmény építésének gondolatát vetette fel. 1984-ben kezdődött meg a mai korszerű, panelvázszerkezetes iskola építése. A Kozma Lajos Faipari Szakközépiskola néven működő iskola tornateremmel, könyvtárteremmel, ebédlővel, közösségi terekkel felszerelt korszerű épületének tantermeiben és modern tanműhelyeiben 1986-ban kezdődött meg a faipari középfokú oktatás és faipari technikusi képzés. A szakérettségit adó és faipari technikusi képzést nyújtó iskolában 2000-ben bevezették a művészeti (dekoratőri) képzést is.